# Zoom digital

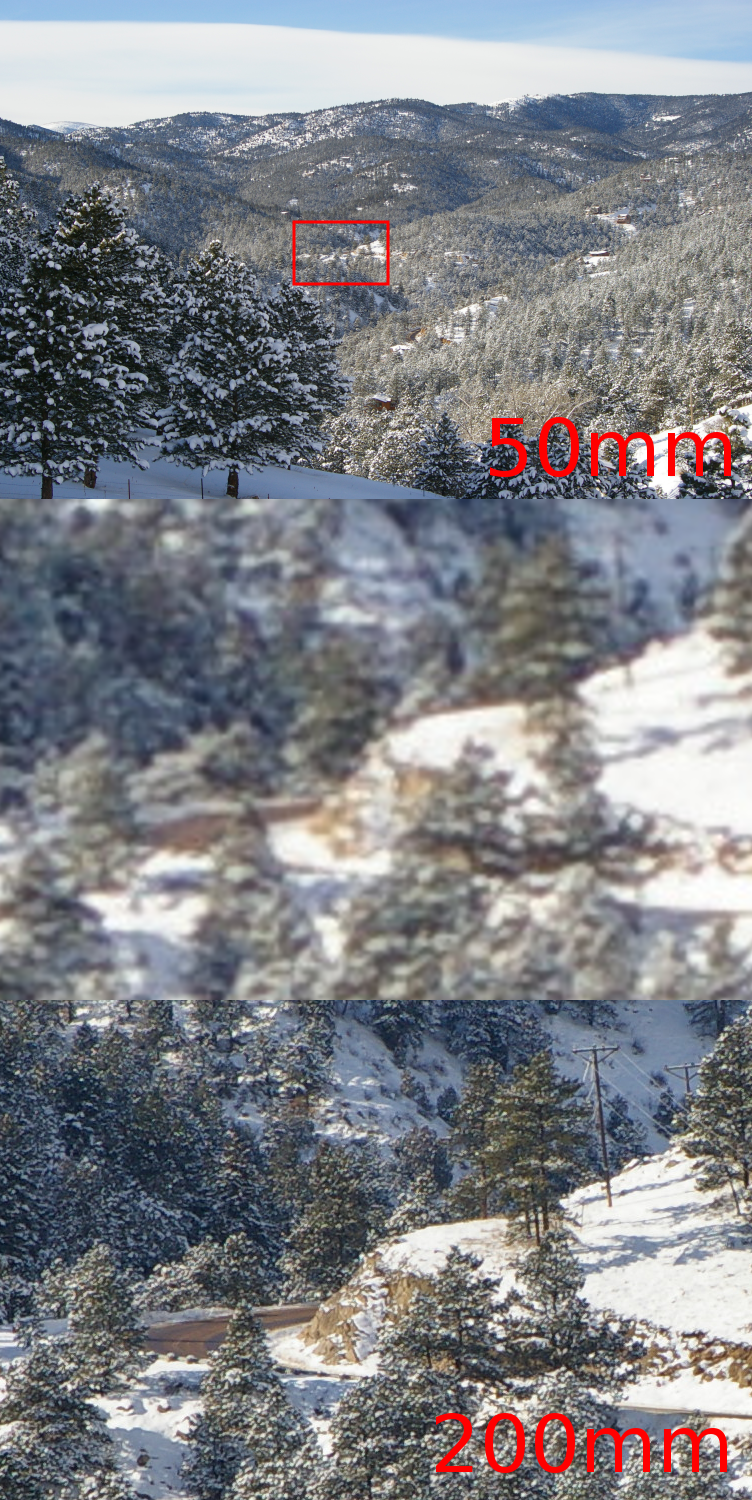
Comparación: el zoom digital fue usado en la imagen del centro, mientras que el zum óptico fue utilizado en la imagen de abajo.

El zoom digital es un método para disminuir el ángulo de visión de una imagen fotográfica o de vídeo. Este tipo de zoom se logra electrónicamente al recortar una imagen con el mismo radio de aspecto que la original, y usualmente interpolando el resultado. No es necesario hacer ajustes en el objetivo de la cámara, y no se gana resolución óptica con este proceso.
Debido a que la interpolación afecta la disposición original de los píxeles en la imagen, el zum digital es considerado en muchos casos perjudicial para la calidad de la imagen. Sin embargo, el efecto de este zum es, a veces, mejor que el obtenido al recortar la imagen manualmente e interpolarla en el proceso de postproducción. Esto es porque la cámara puede aplicar la interpolación antes de comprimir la imagen, conservando así los detalles pequeños que podrían perderse de otra manera. Para aquellas cámaras que guardan los archivos en formato RAW, no obstante, el redimensionamiento en la postproducción brinda resultados iguales o superiores a los del zum digital.
Algunas cámaras digitales y la mayoría de los teléfonos móviles cuentan solo con zum digital, careciendo de verdaderos lentes de acercamiento. Otras cámaras tienen incorporados objetivos zum, pero aplican el zum digital cuando su máxima distancia focal ha sido alcanzada. Las cámaras profesionales, por lo general, no cuentan con zum digital.